# Silvestro in un mare di guai
Silvestro in un mare di guai (Sandy Claws) è un film del 1955 diretto da Friz Freleng. È un cortometraggio d'animazione della serie Looney Tunes, uscito negli Stati Uniti il 2 aprile 1955. Silvestro in un mare di guai fu candidato per l'Oscar al miglior cortometraggio d'animazione ai premi Oscar 1955, ma perse in favore di When Magoo Flew. Dal 1997 viene distribuito col titolo Attenti al cane.

## Trama
La Nonna va in spiaggia insieme a Titti. Lascia la gabbia col canarino su uno scoglio mentre lei va a indossare il suo nuovo bikini. Nel frattempo sul molo Silvestro cerca di pescare, ma viene inghiottito da uno squalo, riuscendo tuttavia a salvarsi. Poco dopo il gatto fiuta la gabbia di Titti e, una volta raggiunta, la apre. Proprio quando sta per prendere il canarino, un'onda lo travolge e deve scappare. Dopo una seconda onda, Titti, ancora chiuso in gabbia, si ritrova completamente circondato dall'alta marea e chiede aiuto. Silvestro cerca di "salvarlo" in vari modi, ma tutti falliscono. Più tardi la Nonna esce dalla cabina e sente Titti chiedere aiuto. Silvestro, travestito da bagnino, prova a salvarlo con una tavola da surf, ma prima sbatte contro un palo e poi viene travolto da un'onda enorme. Successivamente Silvestro si immerge in mare indossando uno scafandro da palombaro, mentre la Nonna, sul molo, controlla la pressione dell'aria. Nel frattempo Titti riesce a raggiungere la riva: la donna è così felice che si dimentica di controllare la pressione dell'aria di Silvestro, che rischia di soffocare. Accortasi dell'accaduto, la Nonna riavvia il generatore d'aria, ma finisce per gonfiare pericolosamente lo scafandro. Silvestro riesce a fuggire in tempo (grazie a un portello di fuga) e, sospeso nel vuoto, apre il paracadute, ma finisce per atterrare nel canile municipale, venendo attaccato dai cani.

## Distribuzione

### Edizione italiana
Il corto fu distribuito nei cinema italiani nel 1959 all'interno del programma Gatti, sorci... e fantasia, in inglese sottotitolato; fu doppiato nel 1972 in occasione di una riedizione del programma. Un secondo doppiaggio è stato realizzato negli anni '80 per la trasmissione televisiva, con la direzione di Franco Latini e dialoghi a opera di Maria Pinto spesso diversi da quelli originali. Un terzo doppiaggio, con dialoghi più fedeli a quelli originali, è stato realizzato nel 1997 dalla Angriservices Edizioni per l'inclusione nella VHS Le stelle di Space Jam: Silvestro e Titti ed è usato anche per la trasmissione televisiva.

### Edizioni home video

#### VHS
- Gatti, sorci... e fantasia 1ª parte (1989)
- Le stelle di Space Jam: Silvestro e Titti (marzo 1997)

#### DVD
- Warner Bros. Home Entertainment: Collezione Oscar d'animazione (18 febbraio 2009)[4]